# خانه آیت‌الله اعرافی
خانه آیت الله اعرافی مربوط به دوره قاجار - دوره پهلوی است و در شهرستان میبد، خیابان آیت الله اعرافی، خیابان ولیعصر، خیابان انقلاب، روبروی مسجد انقلاب واقع شده و این اثر در تاریخ ۱۸ آذر ۱۳۸۷ با شمارهٔ ثبت ۲۳۸۹۰ به‌عنوان یکی از آثار ملی ایران به ثبت رسیده است.